# 395 (số)
395 (ba trăm chín mươi lăm) là một số tự nhiên ngay sau 394 và ngay trước 396.